# El Amra (délégation)
Pour les articles homonymes, voir El Amra.
El Amra est une délégation tunisienne dépendant du gouvernorat de Sfax.
Créée en 1992, elle se divise en six imadas : Beliana, Bouderbala, Dheraâ Ben Zied, El Amra, El Mesetria et Essalem.
En 2004, elle compte 28 723 habitants dont 14 212 hommes et 14 511 femmes répartis dans 6 181 ménages et 7 116 logements.